# 丹瓦尔
丹瓦尔（Dhanwar），是印度贾坎德邦Giridih县的一个城镇。总人口7935（2001年）。

## 人口
该地2001年总人口7935人，其中男性4070人，女性3865人；0—6岁人口1300人，其中男651人，女649人；识字率64.44%，其中男性为73.29%，女性为55.11%。